# 博杜安国王体育场
博杜安国王体育场（法語：Stade Roi Baudouin），原名海瑟尔体育场（法語：Stade du Heysel）或海瑟尔球场，是比利时布鲁塞尔的主要体育场，以比利时国王博杜安命名。

## 歷史
海瑟尔球场落成于1930年8月23日，由利奥波德三世主持开幕，可容纳7万名观众，是比利时为迎接1935年世界博览会而建造的主体建筑之一。球场原只有草坪，后加装了木质跑道。
该球场曾于1958年、1966年、1974年和1985年举行欧洲冠军杯决赛，1964年、1976年和1980年举行欧洲优胜者杯决赛。1985年的欧冠决赛于5月29日在该球场举行，对阵双方是英格兰利物浦足球俱乐部和意大利尤文图斯，比赛中发生了海瑟尔惨案。从此之后到1995年，该球场再也没有举行过足球比赛。时至今日，每年5月29日仍有纪念活动在该球场举行。
1995年，该球场被彻底翻建，现在该体育场包括有一条标准田徑跑道，以及其中的足球场，容量50000人，是比利时最大的体育场，也是比利时国家足球队的主场。2000年歐洲國家盃开幕式在此举行。2006年5月26日，比利时足球协会宣布，由于安全原因，比利时国家足球队将不会再以该球场为主场。布鲁塞尔市政当局抗议称该球场完全符合安全标准。最终经过争论，比利时足球协会决定仍将使用该球场至2008年。